# Call Me Irresponsible
Call Me Irresponsible – album muzyczny kanadyjskiego piosenkarza Michaela Bublé wydany w 2007 roku.

## Lista utworów
Piosenki Everything i Lost są w całości piosenkami Michaela Bublé, pozostałe są własnymi interpretacjami różnych klasyków.
1. The Best Is Yet To Come
2. It Had Better Be Tonight (Meglio Stasera)
3. Me And Mrs. Jones
4. I’m Your Man
5. Comin’ Home Baby
6. Lost
7. Call Me Irresponsible
8. Wonderful Tonight
9. Everything
10. I’ve Got the World on a String
11. Always on My Mind
12. That’s Life
13. Dream
14. L-O-V-E (Bonus Track)